# Álganajtúró-félék
Az álganajtúró-félék vagy álganéjtúró-félék (Geotrupidae) a rovarok (Insecta) osztályába, a bogarak (Coleoptera) rendjébe és a mindenevő bogarak (Polyphaga) alrendjébe tartozó család. A családot néha csajkóféléknek is nevezik, ez azonban helytelen, mert a csajkók csak a Lethrus nembe tartozó fajok.

## Megjelenésük, felépítésük
Imágóik első lábpárja az ásáshoz alkalmazkodott; az ehhez szükséges izomzat a megnövekedett előtorban kapott helyet. Csápjuk utolsó ízei porszerűen szőrözöttek. Rágóik felülről láthatók.

## Életmódjuk
A Geotrupinae és a Taurocerastinae alcsaládok fajai trágyaevők, mindenevők vagy dögevők. Lárváik számára alagutakat fúrnak a talajba, amelybe különösebb előkészítés nélkül táplálékot tömködnek. A lárvák ebben fejlődnek. A csajkók (Lethrinae) növényevők. Az imágók szintén mély csöveket ásnak a talajba. A hímek levéldarabokat vágnak le, amelyeket a nőstények a járatok végén lévő kamrákban felhalmoznak. A lárvák az erjedő levéltömegben fejlődnek.

## Elterjedésük
A Geotrupinae alcsalád tagjai az északi mérsékelt övben, tehát a nearktikus és a palearktikus faunarégiókban honosak, egyes fajaik a Himalája déli előterében is előfordulnak. A Lethrinae alcsalád fajai a palearktikus faunarégióban élnek; Európába csak néhány fajuk jutott el, többségük Közép-Ázsia lakója. A Taurocerastinae alcsalád fajai Dél-Amerika déli részén élnek.

## Rendszerezés
Eredetileg alcsalád szinten (Geotrupinae) írták le őket a ganajtúrófélék (Scarabaeidae) családján belül. Hagyományosan ide sorolták a Bolboceratidae családot is (alcsalád szinten), a 11 ízű csáp alapján, de Scholtz & Browne (1995) a Bolboceratidae-t család rangra emelték.
A családba három alcsalád, 30 nem, mintegy 600 faj tartozik. Az alcsaládok és a nemek a következők:
- Geotrupinae
  - Allotrypes François, 1904
  - Anoplotrupes Jekel, 1866
  - Baraudia López-Colón, 1996
  - Ceratophyus Fischer von Waldheim,  1823
  - Ceratotrupes Jekel, 1865
  - Chelotrupes Jekel, 1866
  - Cnemotrupes Jekel, 1866
  - Cretogeotrupes Nikolajev, 1992
  - Enoplotrupes Lucas, 1869
  - Geohowdenius Zunino, 1984
  - Geotrupes Latreille, 1796
  - Halffterius Zunino, 1984
  - Haplogeotrupes Nikolaev, 1979
  - Jekelius López-Colón, 1989
  - Megatrupes Zunino, 1984
  - Mycotrupes LeConte, 1866
  - Odontotrypes Fairmaire, 1887
  - Onthotrupes Howden, 1964
  - Phelotrupes Jekel, 1866
  - Peltotrupes Blanchard, 1888
  - Pseudotrypocopris Miksic, 1954
  - Sericotrupes Zunino, 1984
  - Silphotrupes Jekel, 1866
  - Thorectes Mulsant, 1842
  - Trypocopris Motschulsky, 1860
  - Typhaeus Leach, 1815
  - Zuninoeus López-Colón, 1989
- Taurocerastinae
  - Frickius Germain, 1897
  - Taurocerastes Philippi, 1866
- Lethrinae
  - Lethrus Scopoli, 1777

## Magyarországon előforduló fajok
GEOTRUPINAE (Latreille, 1802)
Anoplotrupes (Jekel, 1865)
Erdei álganéjtúró (Anoplotrupes stercorosus) (Scriba, 1791)
Geotrupes (Latreille, 1796)
Változékony álganéjtúró (Geotrupes mutator) (Marsham, 1802)
Közönséges álganajtúró (Geotrupes spiniger) (Marsham, 1802)
Hegyi álganajtúró (Geotrupes stercorarius) (Linnaeus, 1758)
Trypocopris (Motschulsky, 1859)
Tavaszi álganéjtúró (Trypocopris vernalis) (Linnaeus, 1758)
LETRINAE (Mulsant & Rey, 1871 )
Lethrus (Scopoli, 1777)
Nagyfejű csajkó (Lethrus apterus) (Laxmann, 1770)